# نواف الزرو
نواف جودة الزرو (1950 - ) هو مؤرخ وكاتب وباحث وصحفي ومحلل سياسي فلسطيني. وخبير في شؤون الصراع العربي الإسرائيلي.

## حياته
ولد نواف الزرو في 18 شعبان 1369 هـ = 5 حزيران/يونيو 1950م، في القدس، ودرس الابتدائية والإعدادية والثانوية في مدارسها، التحق بجامعة بيرزيت، ودرس العلوم السياسية والاقتصاد فيها. أسره الجيش الإسرائيلي وامضى أحد عشر عاماً في معتقلاته، حكم بالسجن المؤبد عام 1968، وتحرر في إطار صفقة تبادل الأسرى عام 1979.

## عضوية ومناصب
- كاتب ومحلل سياسي في صحيفة الدستور الأردنية وبعض الصحف العربية.[1]
- محرر الشؤون الفلسطينية والاسرائيلية في صحيفة صوت الشعب الأردنية بين عامي 1990-1982.
- محرر الشؤون الفلسطينية والاسرائيلية في صحيفة الدستور الأردنية منذ عام 1990.
- سكرتير تحرير الملف السياسي في الدستور.
- رئيس القسم العبري والابحاث الفلسطينية الإسرائيلية.
- عضو رابطة الكتاب الاردنيين.
- عضو نقابة الصحفيين الاردنيين.
- عضو اللجنة الاعلامية الاردنية لدعم الانتفاضة الفلسطينية الأولى.
- عضو اللجنة الاستشارية لنظام بنك المعلومات في مؤسسة شومان.
- عضو الهيئة الإدارية لجمعية حماية القدس ورئيس اللجنة الإعلامية الثقافية فيها.
- عضو اللجنة الوطنية الأردنية للدفاع عن القدس ورئيس اللجنة الإعلامية الثقافية فيها.

## مؤلفاته
1. إسرائيل- لبنان: حروب الحساب المفتوح
2. الانتفاضة: مقدمات، وقائع، تفاعلات، آفاق
3. الخليل: صراع بين التهويد والتحرير من انتفاضة 1929 إلى انتفاضة 2000.
4. الخليل:  ملحمة في موسوعة التاريخ النضالي الفلسطيني ,توثيق، تأريخ، معارك، قادة، شهداء، أبطال
5. العدوان الصهيوني على الشعب الفلسطيني خلال الانتفاضة جرائم حرب
6. الغزو الصهيوني وحلقات الصراع السياسي الاجلائي الديموغرافي في فلسطين: 1882-1990
7. الفكر السياسي الاسرائيلي: قبل الانتفاضة، بعد الانتفاضة
8. القدس بين مخططات التهويد الصهيونية ومسيرة النضال والتصدي الفلسطينية
9. القدس: صراع هوية وسيادة ومستقبل
10. اللاجئون الفلسطينيون: قضية وطن وشعب
11. الموسوعة الفلسطينية الشاملة: مسيرة الكفاح الشعبي العربي الفلسطيني
12. انتفاضة القدس (2015-2016)
13. جدلية الاستيطان وآفاق التسوية
14. جرائم الاحتلال الصهيوني ضد المدينة المقدسة، 1967-2000
15. حرب الاجتياحات والتدمير من نابلس الى الخليل
16. حروب "إسرائيل" في العراق: معطيات، حقائق، وثائق: من النيل إلى الفرات بين الحلم والتحقيق
17. قراءات استراتيجية في مستقبل الصراع العربي- الصهيوني
18. محمود درويش، وداعاً
19. مقالات: دينية سياسية
20. موسوعة الهولوكوست الفلسطيني المفتوح: اختلاق "إسرائيل" وسياسات التطهير العرقي 1798-2010
21. يا امناء الهيكل.
22. غزة، المحرقة، الصمود: الكتاب الاسود، لائحة اتهام
23. مخيم جنين
24. موسوعة الهولوكوست الفلسطيني المفتوح: قرن من الإرهاب وجرائم الحرب الصهيونية في فلسطين